# Аней Серен
Аней Серен (на латински: Annaeus Serenus; † вероятно 62/63 г.) е близък приятел (вероятно роднина) на римския политик и философ Луций Аней Сенека († 65). Принадлежи към конническото съсловие.
По времето на император Нерон Серен получава работа като praefectus vigilum, шеф на римската пожарна, която пази града нощно време от пожари. Интересува се от философията на стоицизма. Кореспондира си със Сенека. Едно негово писмо е предадено от Сенека в De tranquillitate animi. Сенека посвещава за него произведенията си De constantia sapientis, De tranquillitate animi и вероятно De otio.
Тацит разказва, че Серен помага на младия Нерон в любовната му връзка с освободената Клавдия Акте.
Той ѝ предава тайно подаръците на Нерон.
Според Плиний Стари той е отровен с храна с отровни гъби. Сенека плакал много за него.